# Tetraponera nasuta
Tetraponera nasuta é uma espécie de formiga do gênero Tetraponera, pertencente à subfamília Pseudomyrmecinae.